# Hans Christian Gram
Hans Christian Joachim Gram (13. září 1853 Kodaň – 14. listopadu 1938 Kodaň) byl dánský bakteriolog, který roku 1884 vyvinul jednoduchou metodu k rozeznávání bakterií, tzv. Gramovo barvení (díky němuž rozlišuje grampozitivní a gramnegativní bakterie). Tato metoda je dodnes hojně používaná.

## Život
Botaniku studoval na Kodaňské univerzitě a stal se asistentem zoologa Japeta Steenstrupa. Díky rostlinám se dostal k farmakologii a k používání mikroskopu. V roce 1891, tedy již několik let po svém nejvýznamnějším objevu, se stal přednášejícím farmakologie a později profesorem v Kodani.